# Сисеро Морейра, Жонатан
Жонатан Си́серо Море́йра (порт.-браз. Jonathan Cícero Moreira; 27 февраля 1986, Консельейру-Лафаети) — бразильский футболист, правый защитник. Воспитанник «Крузейро».

## Карьера

### Клубная
Жонатан — воспитанник клуба «Крузейро». Он дебютировал в основном составе команды 24 июля 2005 года в матче с «Сантосом», в котором его клуб победил 3:2. В следующем году он выиграл чемпионат штата Минас-Жерайс. Начиная с сезона 2007 года, Жонатан стал игроком основы Крузейро, в том же году он забил свой первый мяч за клуб, поразив, 25 августа 2007 года, ворота «Коринтианса». 5 сентября 2007 года Жонатан продлил контракт с клубом до июля 2011 года. В 2008 и 2009 году Жонатан с клубом дважды подряд выигрывали чемпионат штата.
В декабре 2009 года московский «Локомотив» вёл переговоры по поводу перехода Жонатана.
В 2011 году выиграл вместе с «Сантосом» Кубок Либертадорес, однако в финальных матчах не участвовал. В том же году защитником заинтересовался миланский «Интер». 15 июля 2011 года подписал контракт с «Интером» сроком до 30 июня 2015 года. 18 января 2012 года перешёл в «Парму» на правах аренды до конца сезона 2011/12.
В 2015—2016 годах выступал за «Флуминенсе». С 2017 года выступает за «Атлетико Паранаэнсе». Дебют за новую команду состоялся в рамках розыгрыша Кубка Либертадорес.

### Международная
Жонатан выступал за юношескую сборную Бразилии (до 17 лет). Участвовал в квалификации Юношеского Чемпионата Мира-2003 и в его финальной части, проходившего в Финляндии, где команда стала чемпионом.

## Достижения
Командные
- Чемпион штата Сан-Паулу (1): 2011
- Чемпион штата Минас-Жерайс (3): 2006, 2008, 2009
- Чемпион штата Парана (3): 2018, 2019, 2020
- Вице-чемпион Бразилии (1): 2010
- Чемпион Кубка Бразилии (1): 2019
- Победитель Примейра-лиги Бразилии (1): 2016
- Обладатель Кубка Либертадорес (1): 2011
- Финалист Кубка Либертадорес (1): 2009
- Обладатель Южноамериканского кубка (1): 2018
- Обладатель Кубка обладателей Кубка Джей-лиги и Южноамериканского кубка (1): 2019
- Чемпион мира в возрасте до 17 лет (1): 2003

Личные
- Трофей Теле Сантаны (Символическая сборная чемпионата штата Минас-Жерайс): 2008